# Mellilla floridensis
Mellilla floridensis là một loài bướm đêm trong họ Geometridae.